# Strongyloderus serraticollis
Strongyloderus serraticollis är en insektsart som beskrevs av John Obadiah Westwood 1834. Strongyloderus serraticollis ingår i släktet Strongyloderus och familjen vårtbitare. Inga underarter finns listade i Catalogue of Life.